# Брин Тайлър
Брин Тайлър (на английски: Brynn Tyler) е американска порнографска актриса, родена на 14 ноември 1987 г. в град Тайлър, щата Тексас, САЩ.
Дебютира като актриса в порнографската индустрия през 2007 г., когато е на 20-годишна възраст.

## Награди и номинации
- 2009: Номинация за XBIZ награда за най-добра нова звезда.[4]
- 2010: Номинация за AVN награда за най-добра нова звезда.[5]
- 2010: Номинация за AVN награда за най-добра поддържаща актриса – „Not Three's Company XXX“.[5]